# Sebastián Taborda
Sebastián Taborda Ramos (Montevideo, Uruguay, 22 de mayo de 1981) es un exfutbolista uruguayo.

## Trayectoria
Comenzó a jugar en su país, en el Defensor Sporting Club donde debutó en primera división en el año 1999 contra Deportivo Maldonado en el estadio Luis Trócolli un viernes a la noche. Después de estar cedido en varios clubes sudamericanos, como Fénix (Uruguay), Pumas de la UNAM (México) y Universidad Católica, llegó a Europa en el 2005 para jugar en el Deportivo de la Coruña, que pagó 3,6 millones de euros por el 70% del pase del jugador. Su gran virtud es su envergadura, que la supo aprovechar perfectamente en el juego aéreo. Fue convocado tres veces por la selección uruguaya. Cabe destacar algunos de sus goles más importantes fueron marcados saliendo casi siempre desde el banco de suplentes. Luego de su paso por Deportivo la Coruña tendría un préstamo a Hércules Club de Fútbol y en 2009 volvería por 6 meses a Deportivo la Coruña, para en el mismo año regresar a Defensor Sporting de Uruguay. En el club permanecería un año, hasta que se iría a préstamo para Newell’s Old Boys durante un año. En el club de Rosario compartiría plantel con una figura destacable como Lucas Bernardi. En 2011 volvería a su país, pero esta vez para vestir la camiseta de River Plate de Uruguay. Allí estaría un año, ya que decidió no jugar la temporada 2012-13. A consecuencia de ello rescindió su contrato para irse al Nacional de Montevideo. Luego de su fugaz paso por el equipo de Montevideo, vuelve a Defensor Sporting, ésta siendo su tercer etapa en el club. Ahí permanecería 6 meses para luego dar su vuelta a River Plate, club en el que estaría un año. En 2014 regresaría a Nacional de Montevideo, donde finalmente se retiró en 2015.

## Clubes
| Club                          | País      | Año       |
| ----------------------------- | --------- | --------- |
| Defensor Sporting             | Uruguay   | 1999-2005 |
| Fénix (cedido)                | Uruguay   | 2001      |
| Pumas de la UNAM (cedido)     | México    | 2003      |
| Universidad Católica (cedido) | Chile     | 2004      |
| Deportivo de La Coruña        | España    | 2005-2008 |
| Hércules (cedido)             | España    | 2008-2009 |
| Deportivo de La Coruña        | España    | 2009      |
| Defensor Sporting             | Uruguay   | 2009-2010 |
| Newell's Old Boys             | Argentina | 2010-2011 |
| River Plate(U)                | Uruguay   | 2011-2012 |
| Nacional                      | Uruguay   | 2012      |
| Defensor Sporting Club        | Uruguay   | 2013      |
| River Plate (U)               | Uruguay   | 2013-2014 |

## Palmarés

### Campeonatos nacionales
| Título              | Club     | País    | Año     |
| ------------------- | -------- | ------- | ------- |
| Torneo Apertura     | Nacional | Uruguay | 2014    |
| Campeonato Uruguayo | Nacional | Uruguay | 2014-15 |